# Молодіжний чемпіонат Європи з футболу 1994
Чемпіонат Європи з футболу 1994 серед молодіжних команд — міжнародний футбольний турнір під егідою УЄФА серед молодіжних збірних команд країн зони УЄФА. Переможцем турніру стала молодіжна збірна команда Італії, яка у фіналі перемогла молодіжну збірну Португалії 1:0.

## Кваліфікація
| Країна         | Групи                  | Попередні турніри                                  |
| -------------- | ---------------------- | -------------------------------------------------- |
| Італія         | Група 1                | 8 (1978, 1980, 1982, 1984, 1986, 1988, 1990, 1992) |
| Польща         | Група 2                | 4 (1982, 1984, 1986, 1992)                         |
| Іспанія        | Група 3                | 5 (1982, 1984, 1986, 1988, 1990)                   |
| Чехословаччина | Група 4                | 5 (1978, 1980, 1988, 1990, 1992)                   |
| Росія          | Група 5                | 0 (дебют)                                          |
| Франція        | Група 6                | 4 (1982, 1984, 1986, 1988)                         |
| Греція         | Найкраща серед 2 місць | 1 (1988)                                           |
| Португалія     | 2 місце                | 0 (дебют)                                          |

## Чвертьфінали
| Команда 1 | Заг. | Команда 2      | 1-й матч | 2-й матч |
| --------- | ---- | -------------- | -------- | -------- |
| Франція   | 3–0  | Росія          | 2–0      | 1–0      |
| Італія    | 3–1  | Чехословаччина | 3–0      | 0–1      |
| Польща    | 1–5  | Португалія     | 1–3      | 0–2      |
| Іспанія   | 4–2  | Греція         | 0–0      | 4–2      |

### Перші матчі
| 8 березня 1994 |

| Франція             | 2–0      | Росія |
| ------------------- | -------- | ----- |
| Лясер 23' Уедек 82' | Протокол |       |

| «Стад де ла Моссон», Монпельє Арбітр: Жорже Короаду (Португалія) |

| 9 березня 1994 |

| Італія                        | 3–0      | Чехословаччина |
| ----------------------------- | -------- | -------------- |
| Вієрі 7' Пануччі 9' Негро 79' | Протокол |                |

| «Арекі», Салерно Арбітр: Ласло Вагнер (Угорщина) |

| 9 березня 1994 |

| Польща           | 1–3      | Португалія                        |
| ---------------- | -------- | --------------------------------- |
| Домбровський 40' | Протокол | Жуан Пінту 70', 79' Руй Кошта 85' |

| Стадіон ім. Флоріана Криґєра, Польща Арбітр: Ремі Гаррель (Франція) |

| 9 березня 1994 |

| Іспанія | 0–0      | Греція |
| ------- | -------- | ------ |
|         | Протокол |        |

| Муніципальний ім. Хуана Рохаса, Альмерія Арбітр: Кіт Бердж (Уельс) |

### Матчі-відповіді
| 23 березня 1994 |

| Росія | 0–1      | Франція     |
| ----- | -------- | ----------- |
|       | Протокол | Дюгаррі 31' |

| «Торпедо», Москва Арбітр: Руне Педерсен (Норвегія) |

| 23 березня 1994 |

| Чехословаччина | 1–0      | Італія |
| -------------- | -------- | ------ |
| Свобода 89'    | Протокол |        |

| «Стршелецький острів», Чеське Будейовіце Арбітр: Мануель Діас Вега (Іспанія) |

| 23 березня 1994 |

| Португалія          | 2–0      | Польща |
| ------------------- | -------- | ------ |
| Тоні 50' Торреш 90' | Протокол |        |

| Муніципальний стадіон, Коїмбра Арбітр: Маркус Мерк (Німеччина) |

| 23 березня 1994 |

| Греція                       | 2–4      | Іспанія                                      |
| ---------------------------- | -------- | -------------------------------------------- |
| Георгатос 7' Прієто 85' (аг) | Протокол | Крістіансен 46', 51' Герреро 68' Гальвес 79' |

| «Нікос Гумас», Афіни Арбітр: Граціано Чезарі (Італія) |

## Півфінали
| 15 квітня 1994 |

| Франція | 0–0      | Італія |
| ------- | -------- | ------ |
|         | Протокол |        |

| «Стад де Костьєр», Нім, Франція Глядачів: 7,000 Арбітр: Кіт Бердж (Уельс) |

|                                    |     | Пенальті                                        |  |
| Каротті · Уедек · Макелеле · Зідан | 3–5 | Пануччі · Вієрі · Берретта · Марколін · Карбоне |  |

| 15 квітня 1994 |

| Португалія                   | 2–0      | Іспанія |
| ---------------------------- | -------- | ------- |
| Руй Кошта 48' Жуан Пінту 82' | Протокол |         |

| «Стад де ла Моссон», Монпельє, Франція Глядачів: 3,000 Арбітр: Ганс-Юрген Вебер (Німеччина) |

## Матч за 3-є місце
| 20 квітня 1994 |

| Франція  | 1–2      | Іспанія        |
| -------- | -------- | -------------- |
| Нума 45' | Протокол | Оскар 53', 75' |

| «Стад де Костьєр», Нім, Франція Глядачів: 469 Арбітр: Ахмет Чакар (Туреччина) |

## Фінал
| 20 квітня 1994 |

| Італія        | 1–0      | Португалія |
| ------------- | -------- | ---------- |
| Орландіні 97' | Протокол |            |

| «Стад де ла Моссон», Монпельє, Франція Глядачів: 8,000 Арбітр: Серж Мументалер (Швейцарія) |

| Євро-1994 (U-21) |
| ---------------- |
| Італія 2-й титул |